# Eli Abaev
Eli Abaev (Deerfield Beach (Florida), 1 de enero de 1997) es un jugador de baloncesto estadounidense. Con 2,03 metros de estatura y 86 kilogramos, juega en la posición de ala-pívot y actualmente se encuentra sin equipo. 

## Trayectoria deportiva
Eli es un baloncestista formado en el Eastern Florida State College, en el que estuvo desde 2016 a 2018, antes de ingresar en 2018 en la Universidad Estatal Austin Peay, situada en Tennessee. En la temporada 2019-2020 jugaría con los Austin Peay Governors.
En la temporada 2020-21, regresa a Florida para formar parte de la Universidad de la Costa del Golfo y jugar la NCAA con los Florida Gulf Coast Eagles.
El 21 de junio de 2021, firmaría su primer contrato como profesional en Israel, comprometiéndose por dos temporadas con el Hapoel Be'er Sheva B.C. de la Ligat Winner.